# Sint-Cyrillus-en-Methodiuskerk
De Sint-Cyrillus-en-Methodiuskerk (Tsjechisch: Kostel sv. Cyrila a Metoděje) is een oosters-orthodoxe kerk in de Tsjechische hoofdstad Praag. De kerk staat aan de Resslovastraat (Ulice Resslova) in de Praagse Nieuwe Stad.

## Geschiedenis
Dit barokke bouwwerk werd tussen 1730 en 1736 gebouwd naar een ontwerp van Kilian Ignaz Dientzenhofer. De kerk was oorspronkelijk rooms-katholiek en was gewijd aan de heilige Carolus Borromeus, maar werd in 1783 gesloten. 
In de jaren dertig van de twintigste eeuw werd het gebouw eigendom van de Tsjechische orthodoxe Kerk. Tijdens de bezetting onder de nazi's in de Tweede Wereldoorlog, van 1939 tot 1945, werd de kerk weer Sint Carolus Borromeus genoemd.
In 1942 verborgen Jozef Gabčík, Jan Kubiš en Josef Valčík zich met vier andere Tsjecho-Slowaakse verzetsstrijders in de Sint-Cyrillus-en-Methodiuskerk, nadat ze op 27 mei een moordaanslag hadden gepleegd op Reinhard Heydrich, de Reichsprotektor van Bohemen en Moravië. De Duitse bezetters konden hen niet vinden, totdat Karel Čurda hen verraadde voor een premie van 1 miljoen Reichsmark. Op 18 juni 1942 bestormden achthonderd SS'ers de kerk. De verzetsstrijders wisten bijna acht uur stand te houden, maar uiteindelijk zagen zij zich genoodzaakt zelfmoord te plegen om arrestatie te voorkomen. 
De kogelgaten van de Duitse mitrailleurs zijn nog altijd te zien onder de gedenkplaat die aan de gevel is aangebracht. In de crypte bevindt zich tegenwoordig een museum over de aanslag op Heydrich.
Op 26 augustus 2021 bezocht Frank-Walter Steinmeier, als eerste Duitse president, de Heydrichiade Memorial. In de Resslova-straat in Praag eerde hij de nagedachtenis van de Tsjechoslowaakse parachutisten die na de moord op de waarnemend Rijksbeschermer Reinhard Heydrich in de strijd tegen de nazi's om het leven kwamen.

## Galerij

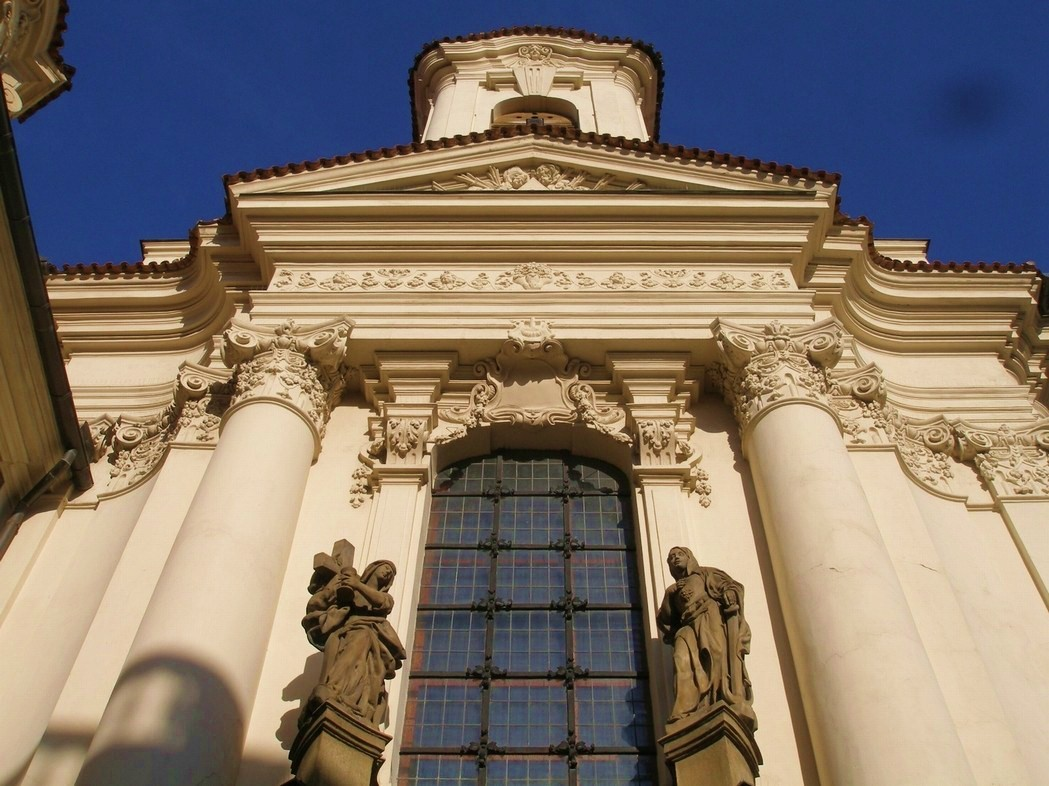
Voorgevel
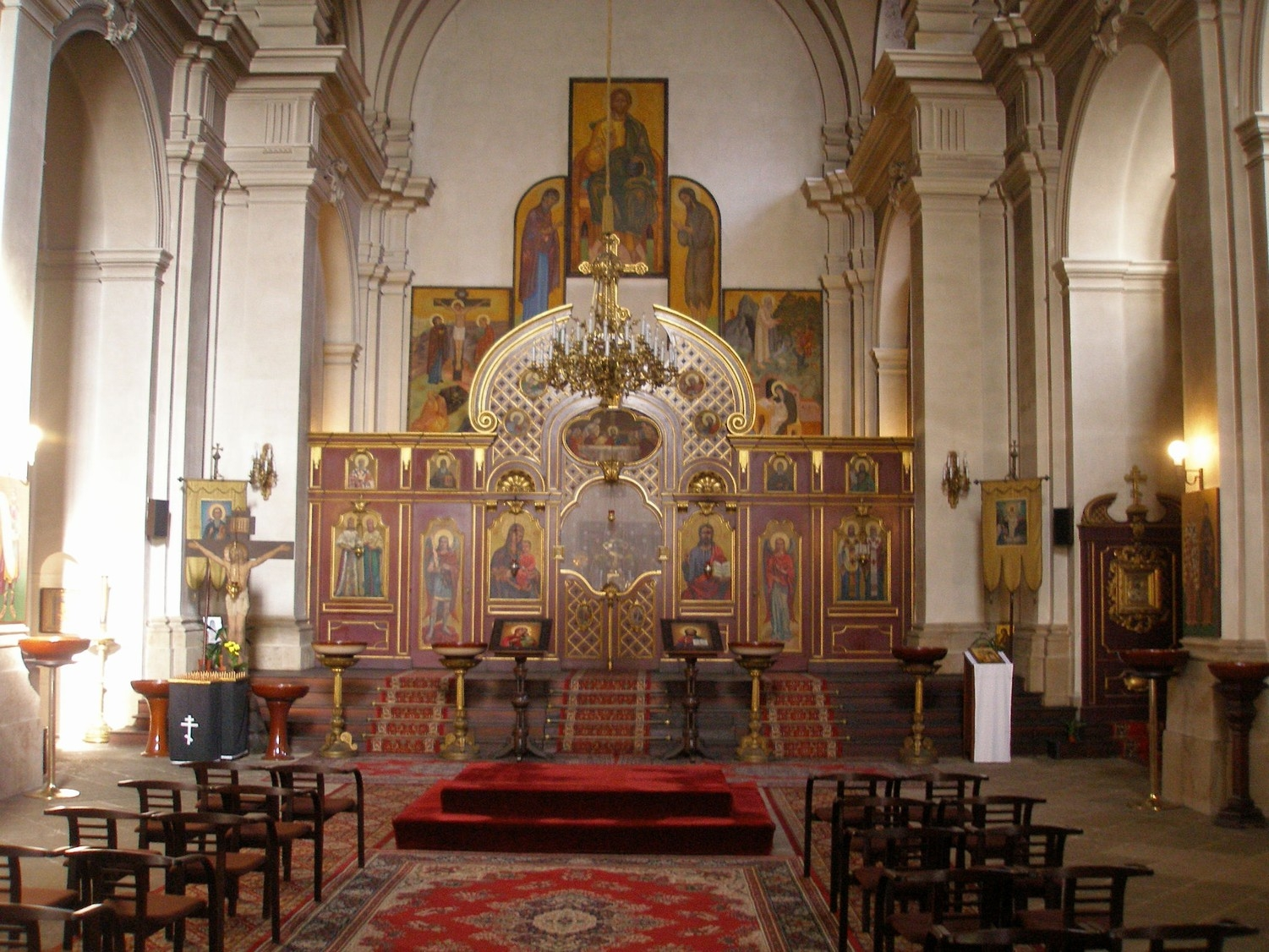
Interieur van de kerk
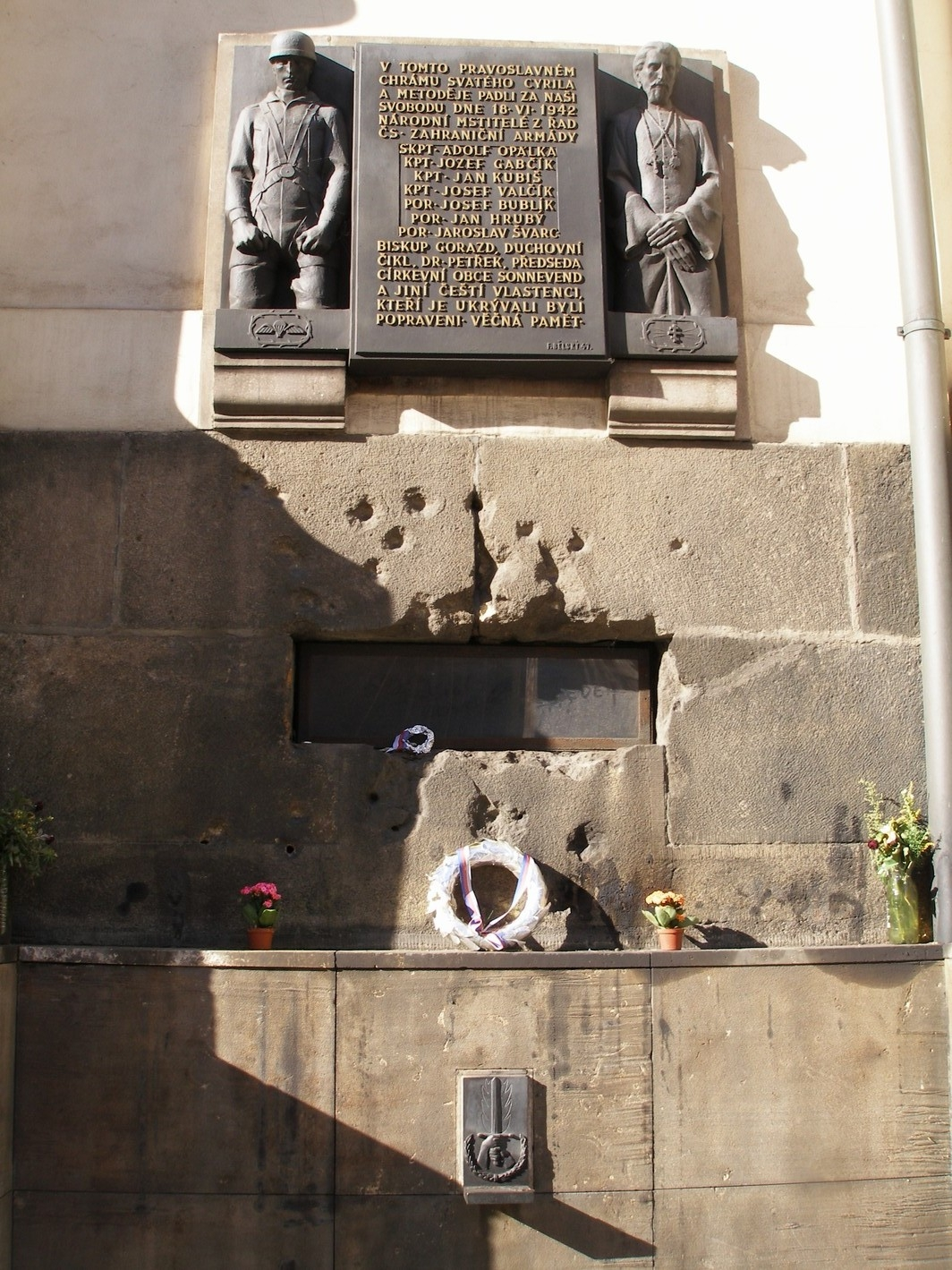
Gedenkplaat op de kerk
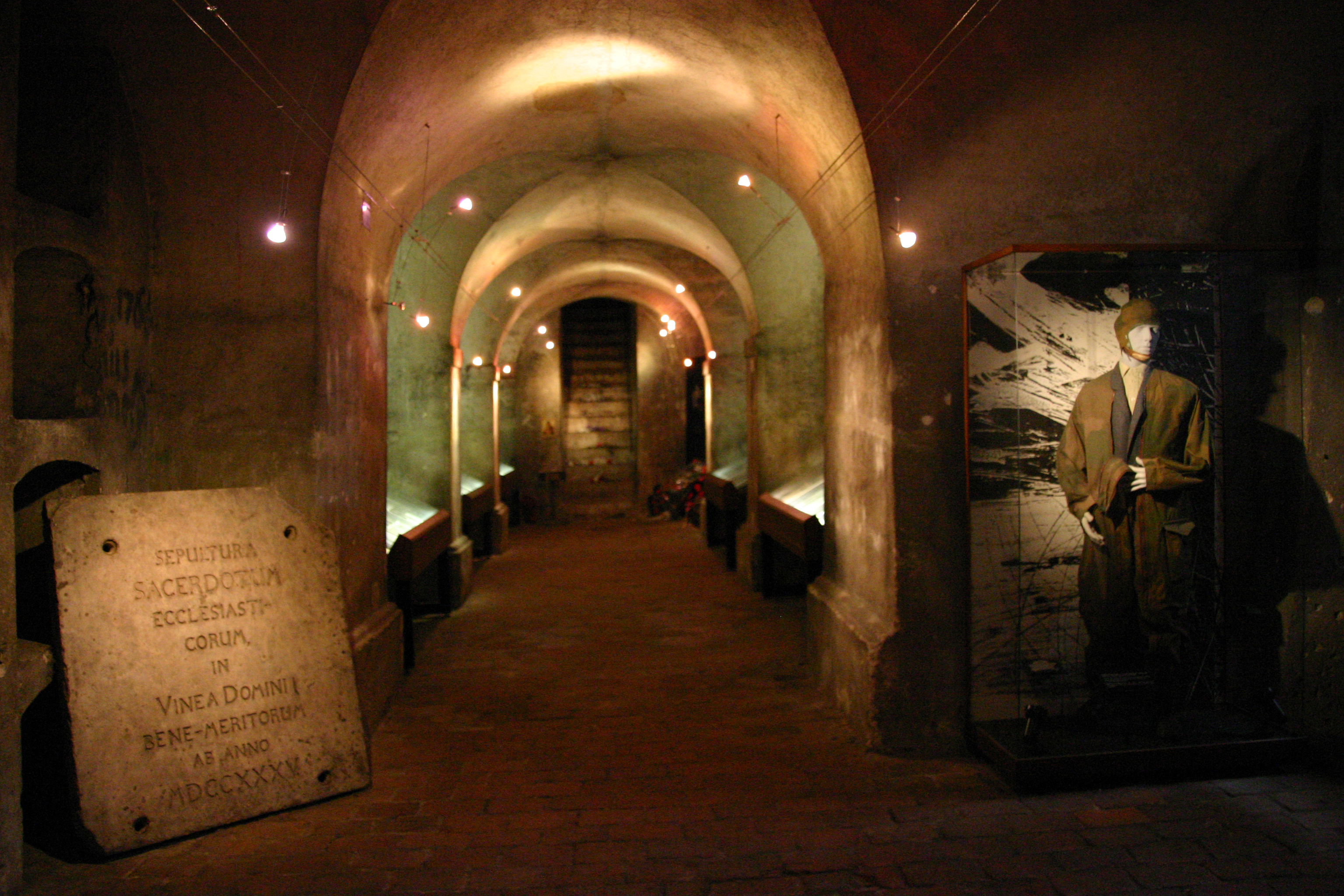
De crypte
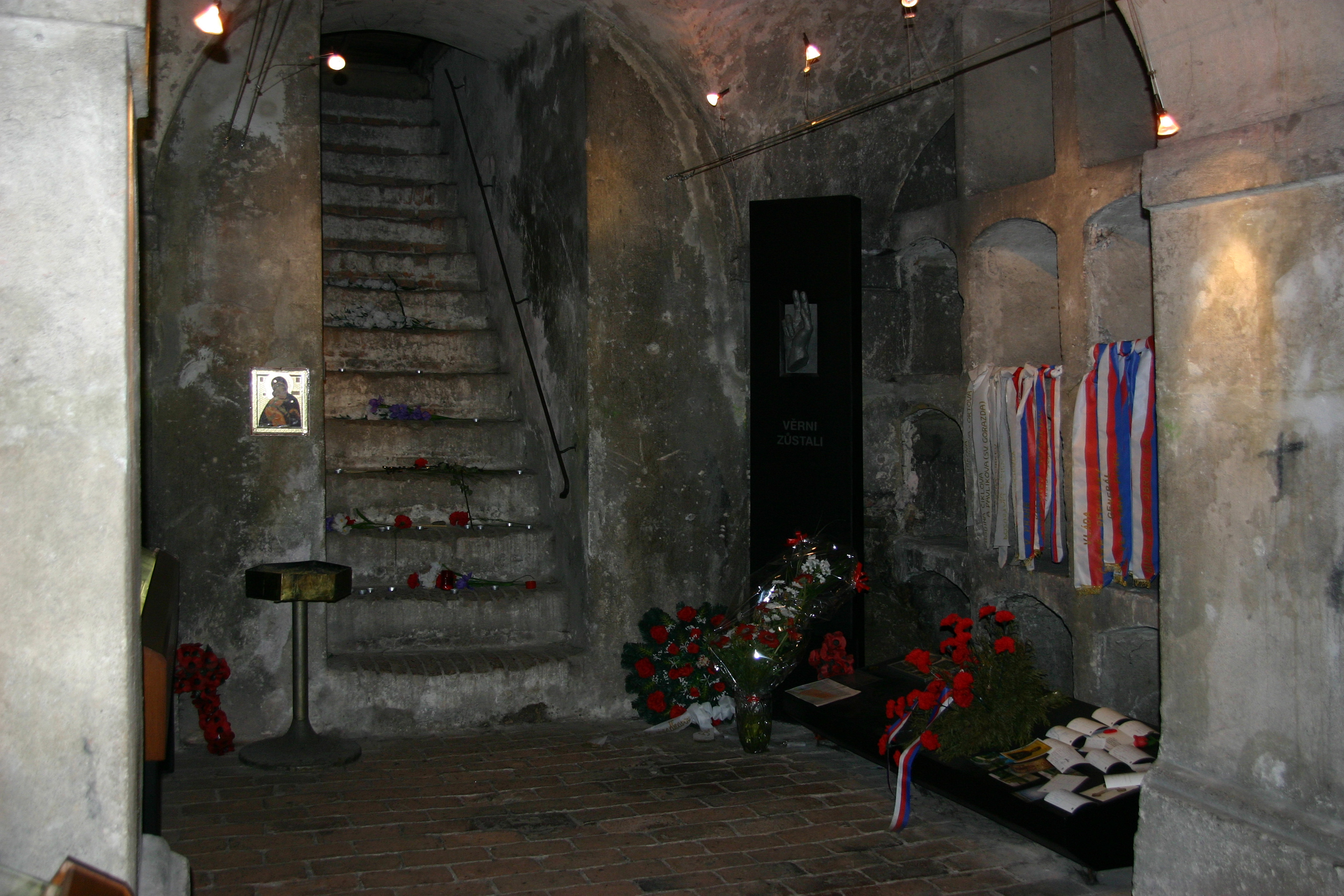
De crypte
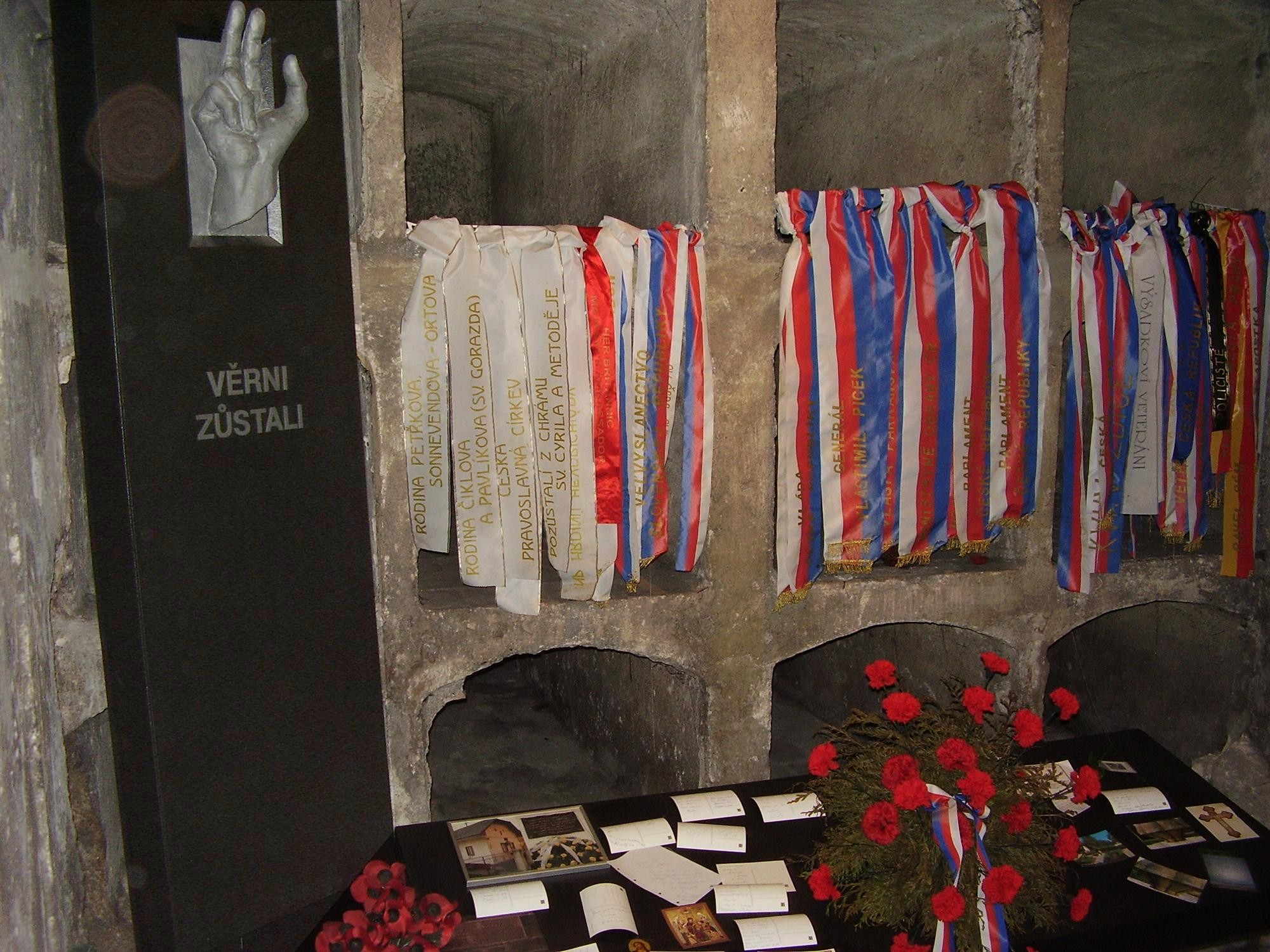
In de crypte